# فيديريكا ديني
فيديريكا ديني (من مواليد 6 مارس 1986) هي سياسية إيطالية، كانت عضوًا في مجلس النواب لحركة الخمس نجوم منذ عام 2013. تمثل مدينة ريدجو كالابريا.